# Hipoteza wrodzonej biseksualności
Hipoteza wrodzonej biseksualności – hipoteza stanowiąca, że człowiek jest pierwotnie biseksualny, a inne orientacje seksualne rozwijają się wtórnie.
Odczuwanie przez część populacji popędu płciowego do osób tej samej płci, próbowano opisać i wytłumaczyć na różne sposoby, spierano się nad rolą natury i kultury w jego kształtowaniu. Jedną z propozycji wyjaśnienia tego zjawiska była hipoteza wrodzonej biseksualności. Głosi ona, że człowiek powstaje jako istota biseksualna i tak też przychodzi na świat. Dopiero później, w trakcie jego ontogenezy, może się rozwinąć orientacja homoseksualna bądź heteroseksualna. Jedna z nich zdobywa przewagę nad drugą i w ten sposób powstają zarówno hetero-, jak i homoseksualiści.
Sigmund Freud uważał, że orientacja homoseksualna z powodu braku akceptacji przez kulturę, między innymi przez cieszącego się autorytetem ojca i przez niezgodność z wartościami wyznawanymi przez obojga rodziców, ulega wyparciu. Nie dojdzie do niego, jeśli rozwijający się chłopiec nie zdoła pokonać lęku kastracyjnego związanego z pożądaniem matki. Odnośnie do kobiet Freud uważał jedynie, że trudniej niż mężczyznom przychodzi im przyjęcie, że mają potrzeby natury seksualnej. Nie potrafił wyjaśnić genezy orientacji homoseksualnej u kobiet.
Hipoteza wrodzonej biseksualności wpłynęła na jedną z koncepcji rozwoju psychoseksualnego, która wyróżnia w nim fazę homoseksualną i biseksualną fazę chaotyczną.
Przyjęcie rzeczonej hipotezy niesie za sobą istotne implikacje prawne. Wedle rozpowszechnionego dawniej poglądu, zachowania homoseksualne były czynami wbrew naturze, podlegającymi karze. Jednakże karać można jedynie za czyny stanowiące przedmiot wyboru sprawcy, to znaczy takie, których mógł nie popełniać, a i tak je popełniał. Hipoteza wrodzonej biseksualności sprzeciwia się poglądowi, jakoby homoseksualizm był efektem świadomego wyboru. Widząc w tym zjawisku zaburzenie, nakazuje raczej leczyć dotknięte nim osoby, niż je karać.
Z dzisiejszego punktu widzenia hipoteza ta nie wystarcza jednak do uznania orientacji homoseksualnej za zaburzenie, jako że kładzie nacisk raczej na kontekst kulturowy, w którym tworzą się pewne normy określające zachowanie. Próby znalezienia empirycznego uzasadnienia zaliczenia homoseksualizmu do zaburzeń psychicznych nie powiodły się, wśród specjalistów (np. Jacek Bomba) istnieje więc pogląd o arbitralnym charakterze tych klasyfikacji.